# Киевские высшие женские курсы
Киевские высшие женские курсы — высшее учебное заведение Российской империи в Киеве.

## История
В Киеве высшие женские курсы открылись в 1878 году. Инициатива их создания принадлежит нескольким женщинам, среди которых были жёны профессоров киевского Императорского университета Святого Владимира: Алексеевой, Антонович, Ватиновой, Гогоцкой, Горовой, Покровской и Толочиновой, собравших для начала 550 рублей. Учредителем курсов был избран профессор С. С. Гогоцкий, который председательствовал в его педагогическом совете до 1881 года, когда на смену ему пришёл профессор В. С. Иконников. Существенным моментом в становлении и дальнейшей работе Киевских женских курсов был достаточно большой прилив общественных пожертвований. Но не было правильной организации и единства в заведовании хозяйственной частью курсов, которое распадалось между педагогическим советом и попечительным комитетом.
Курс обучения, первоначально двухгодичный, к 1881 году был постепенно расширен до четырёхлетнего. Разделялись киевские курсы на два отделения: словесно-историческое или историко-философское, а также физико-математическое. Отличительной чертой киевских курсов было обилие необязательных предметов (на первом отделении — 7 из 21, на втором — 10 из 21), а также недостаточное развитие практических занятий.
При открытии Киевских курсов на них поступило 324 слушательницы, затем ежегодно поступало от 119 до 142 слушательниц. В первое четыре года их работы на курсах обучалось 708 слушательниц. С 1882 года началось падение числа обучающихся, и в 1885/86 учебном году их было 195; число ежегодно поступавших на курсы сократилось до 74. Как следствие, в 1885—1886 годах на физико-математическом отделении закрылось два курса. Всего на киевских курсах перебывало 1098 слушательниц, из которых до 1886 года, когда дальнейший прием слушательниц прекратился, сдали все экзамены около 200, а 75 прошли полный четырёхлетний курс, но не держали выпускных испытаний.
В 1889 году курсы были временно закрыты. При повторном открытии в 1906 году в их составе было два отделения: историко-филологическое и физико-математическое. В 1907 году к ним прибавились медицинское отделение (преобразованное в 1908 году в самостоятельное учебное заведение) и юридическое. В 1909 году открылось экономико-коммерческое отделение. Преподавание на Киевских женских курсах было организовано таким образом, чтобы его уровень соответствовал университетскому. Киевские высшие женские курсы по своему педагогическому составу переплетались с Императорским университетом Святого Владимира, и при составлении учебных планов курсов образцами служили планы, действовавшие в университете.

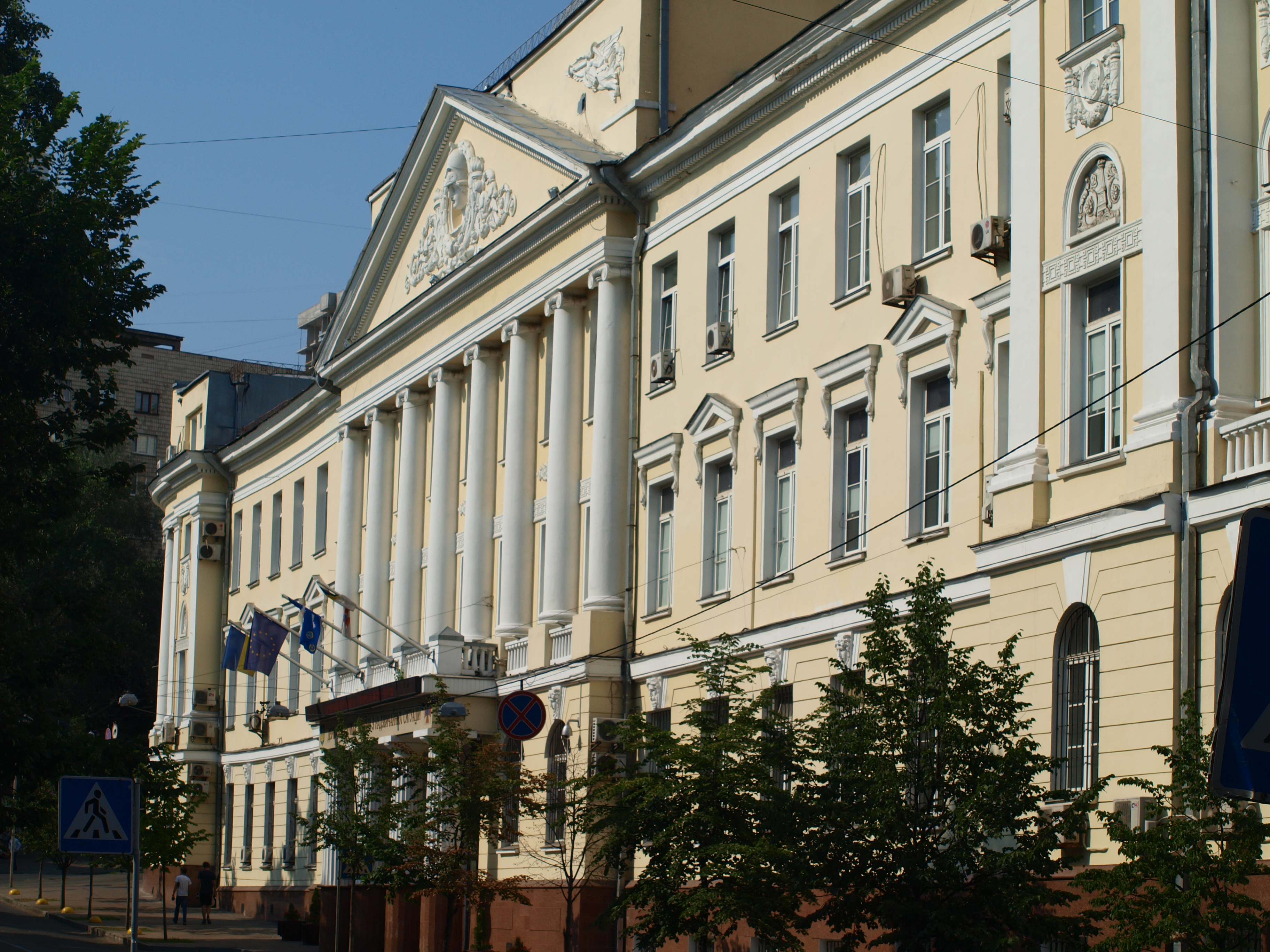
Современный вид здания

В 1911—1913 годах по проекту архитектора А. В. Кобелева для Киевских высших женских курсов было построено новое здание на улице Маловладимирской, которая впоследствии меняла свои названия и сегодня это улица Олеся Гончара, дом 55. Фронтон здания украшала голова Афины Паллады — покровительницы наук, богини мудрости, знаний искусств и ремесел. Несмотря на начавшуюся Первую мировую войну, в сентябре 1914 года на курсах начались занятия. В 1915 году они были эвакуированы в Саратов, а дом передали в распоряжение Комитета Юго-Западного фронта и Всероссийского земского союза — здесь находились госпиталь для раненых и юнкерская школа. После Октябрьской революции курсы вернулись на своё прежнее место и занятия на них продолжались до закрытия в 1920 году в период Гражданской войны.
В 1920-х годах на площадь перед зданием бывших Киевских женских курсов (в то время — Ветеринарного и Зоотехнического института) был перенесён чугунный фонтан с Софийской площади, когда началась её реконструкция. В настоящее время в этом здании размещается Государственная служба Украины по чрезвычайным ситуациям.